# 平松時言
平松時言（ひらまつ ときより、文政6年（1823年）8月13日 - 明治16年（1883年））は、江戸時代後期から明治時代にかけての公卿。
安政5年（1858年）、日米修好通商条約締結に反対し、廷臣八十八卿列参事件に参加した。

## 官歴
- 天保3年（1832年）：安芸権守
- 天保4年（1833年）：従五位上
- 天保8年（1837年）：正五位下
- 天保11年（1840年）：従四位下
- 弘化元年（1844年）：従四位上
- 嘉永元年（1848年）：正四位下
- 嘉永2年（1849年）：少納言
- 嘉永3年（1850年）：侍従
- 嘉永5年（1852年）：従三位
- 安政4年（1857年）：正三位

## 系譜
- 父：平松時保
- 母：黒田長紹の娘
- 子：平松時厚
- 子：本多時幾
- 子：小野時敍
- 子：小松行正